# Charles Floquet
Charles Thomas Floquet (San Juan Pie de Puerto, 2 de octubre de 1828 - París, 18 de enero de 1896) fue un político francés.

## Biografía
Estudió derecho en París e ingresó en el Colegio de Abogados en 1851. El golpe de Estado de ese año suscitó la enérgica oposición de Floquet, que, siendo aún estudiante, había dado prueba de sus simpatías republicanas participando en los combates revolucionarios de 1848. Se hizo un nombre por sus brillantes e intrépidos ataques al gobierno en una serie de juicios políticos y al mismo tiempo contribuyó en Le Temps y otros diarios influyentes. Cuando el zar Alejandro II de Rusia visitó el Palacio de Justicia en 1867, se dice que Floquet lo confrontó con el grito "¡Viva Polonia, señor!". En el juicio de Pierre Bonaparte por el asesinato de Victor Noir en 1870, dictó una mordaz acusación contra el Imperio y participó en la proclamación de la Tercera República Francesa y en la posterior defensa de París.
En 1871 fue elegido para la Asamblea Nacional por el departamento del Sena. Durante la Comuna de París formó la Liga de Unión Republicana de los Derechos de París para intentar una reconciliación con el gobierno de Versalles. Cuando sus esfuerzos fracasaron, abandonó París y fue encarcelado por orden de Adolphe Thiers, pero pronto fue puesto en libertad. Se convirtió en editor del periódico La République française, fue elegido presidente del consejo municipal y en 1876 fue elegido diputado del undécimo distrito. Ocupó un lugar destacado entre los radicales extremos y se convirtió en presidente del grupo de la Unión Republicana.
En 1882 ocupó brevemente el cargo de prefecto del Sena. En 1885 sucedió a Henri Brisson como presidente de la cámara. Esta difícil posición la ocupó con tal tacto e imparcialidad que fue reelegido los dos años siguientes. Habiéndose acercado al embajador ruso de tal manera que eliminó los prejuicios que existían contra él en Rusia desde el incidente de 1867, se hizo elegible para presidir el ejecutivo. Con la caída del gabinete de Pierre Tirard en 1888 se convirtió en presidente del consejo y ministro del interior en un ministerio radical, que se comprometió a la revisión de la constitución, pero se vio obligado a combatir las propuestas del general Georges Boulanger. Los acalorados debates en la sala culminaron el 13 de julio en un duelo entre Floquet y Boulanger, en el que este último resultó herido. En febrero siguiente, el gobierno cayó en la cuestión de la revisión, y en la nueva cámara de noviembre Floquet fue reelegido para la presidencia. El escándalo de Panamá, en los que se vio obligado a admitir su implicación, destruyeron su carrera: perdió la presidencia de la cámara en 1892 y su escaño en 1893, pero en 1894 fue elegido para el Senado. Murió en París.

## Gabinete
- Charles Floquet: Presidente del Consejo y Ministro del Interior
- René Goblet: Ministro de Asuntos Exteriores
- Charles de Freycinet: Ministro de Guerra
- Paul Peytral: Ministro de Finanzas
- Jean-Baptiste Ferrouillat: Ministro de Justicia y Culto
- Jules François Émile Krantz: Ministro de Marina y Colonias
- Édouard Locroy: Ministro de Instrucción Pública y Bellas Artes
- Jules Viette: Ministro de Agricultura
- Pierre Deluns-Montaud: Ministro de Obras Públicas
- Pierre Legrand: Ministro de Comercio e Industria